# 岡山県道51号美作奈義線

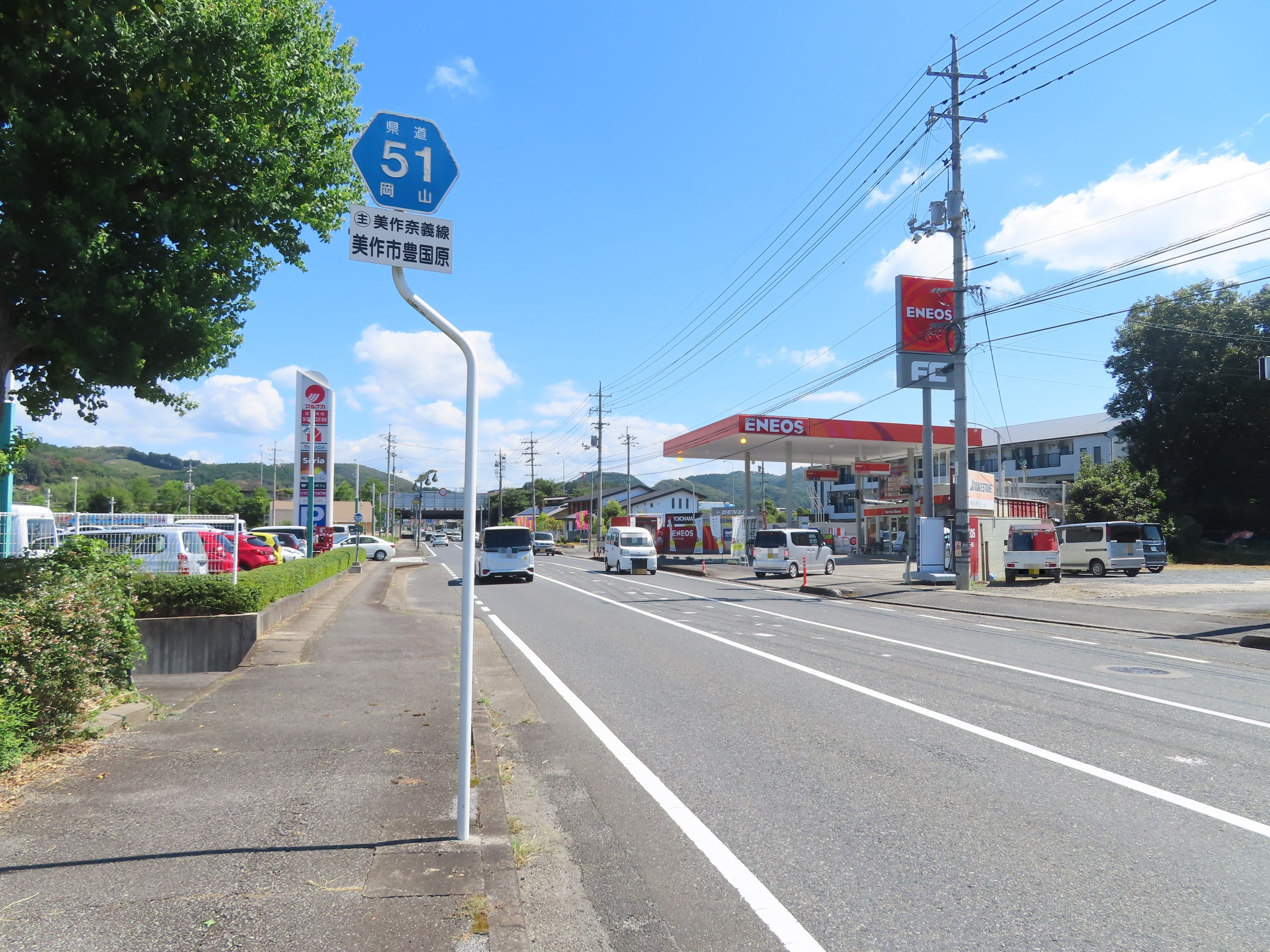
美作市豊国原（2024年8月）

岡山県道51号美作奈義線（おかやまけんどう51ごう みまさかなぎせん）は、岡山県美作市と勝田郡奈義町を結ぶ県道（主要地方道）である。

## 概要
津山市の市街地を通る国道53号の渋滞を回避するルートとして、岡山‐鳥取間の連絡に利用され、物流関係のトラックドライバーなどが利用する路線でもある。

### 路線データ
- 起点：岡山県美作市栄町（岡山県道388号馬形美作線終点）
- 終点：岡山県勝田郡奈義町広岡（国道53号交点）

## 歴史
- 1993年（平成5年）5月11日 - 建設省から、県道美作奈義線が美作奈義線として主要地方道に指定される[1]。
- 後に、美作市巨勢（こせ） - 美作市栄町間は美作市に移管され、美作市道1033号畑沖栄町線となった。

## 路線状況

### 重複区間
- 岡山県道354号馬橋平福線（美作市北山）
- 国道429号（美作市小畑 - 美作市真加部・真加部交差点）
- 鳥取県道・岡山県道7号智頭勝田線（美作市真加部・真加部交差点 - 美作市真加部）

### 道の駅
- 道の駅彩菜茶屋

## 地理

### 通過する自治体
- 美作市
- 勝田郡奈義町

### 交差する道路
| 交差する道路                                                        | 市町村名 | 市町村名 | 交差する場所       | 交差する場所 |
| ------------------------------------------------------------------- | -------- | -------- | ------------------ | ------------ |
| 岡山県道388号馬形美作線                                             | 美作市   | 美作市   | 栄町               | 起点         |
| 岡山県道210号林野停車場線                                           | 美作市   | 美作市   | 栄町               |              |
| 国道179号 国道374号 重複                                            | 美作市   | 美作市   | 明見（みょうけん） | 明見交差点   |
| E2A 中国自動車道                                                    | 美作市   | 美作市   | 豊国原             | 12 美作IC    |
| 岡山県道354号馬橋平福線 重複区間起点                                | 美作市   | 美作市   | 北山               |              |
| 岡山県道354号馬橋平福線 重複区間終点                                | 美作市   | 美作市   | 北山               |              |
| 国道429号 重複区間起点 津山広域農道                                 | 美作市   | 美作市   | 小畑               |              |
| 国道429号 重複区間終点 鳥取県道・岡山県道7号智頭勝田線 重複区間起点 | 美作市   | 美作市   | 真加部             | 真加部交差点 |
| 鳥取県道・岡山県道7号智頭勝田線 重複区間終点                        | 美作市   | 美作市   | 真加部             |              |
| 岡山県道353号石生奈義線                                             | 勝田郡   | 奈義町   | 柿                 | 柿交差点     |
| 国道53号                                                            | 勝田郡   | 奈義町   | 広岡               | 終点         |

### 沿線にある施設など
- 陸上自衛隊の日本原駐屯地から、中国自動車道美作IC、岡山市方面への移動で利用されることがある。昔から、道行く自衛隊の車両に手を振ると、隊員が笑顔で手を振ってくれる。